# Mohamed Chouikh
Mohamed Chouikh (àrab: محمد الشويخ, Muḥammad ax-Xuwīẖ) (Mostaganem, 3 de setembre de 1943) és un cineasta i actor algerià.
Va començar a actuar al a seva ciutat natal, on es convertiria en actor teatral amb una companyia que més tard es va convertir en el Teatre Nacional d'Algèria. El 1965, va actuar en una de les produccions cinematogràfiques més importants d'Algèria, L'Aube des damnés de René Vautier i Ahmed Rachedi. El 1966 va fer el paper de Lakhdar (el fill) a l'exitosa obra de Mohamed Lakhdar-Hamina Le vent des Aurès. El 1972 va dirigir L'Embouchure per a la televisió algeriana, seguida el 1974 per Les Paumés (1974). El 1982 va fer el seu primer llargmetratge, Ruptura, i des d'aleshores ha seguit la carrera d'escriptor i director.

## Filmografia
- Rupture (al-Inquita) 1982
- La Citadelle (al-Qala) 1988
- Youcef: La légende du septième dormant (Youcef kesat dekra sabera) 1993
- L'Arche du désert (1997)
- Douar de femmes (Douar al-nisaa) 2005
- L'Andalou (Al Andalousee) 2014